# I Can't Handle Change
I Can't Handle Change (em português: Eu não consigo lidar com mudanças) é um EP de estreia da banda norte-americana Roar, lançado em 14 de março de 2010. O conceito do EP gira em torno do relacionamento abusivo entre o produtor musical Phil Spector e a cantora Ronnie Spector do grupo The Ronettes.

## TikTok
O álbum foi redescoberto após 13 anos depois de viralizar no aplicativo de mídia TikTok, mais particularmente a música Christmas Kids. A popularidade da música levou-a a figurar no Irish Singles Chart e no UK Singles Chart em 45 e 58, respectivamente; as entradas marcaram a primeira aparição de Roar em qualquer parada musical internacional.

## Lista de faixas
| N.º            | Título                  | Duração |  |
| 1.             | "I Can't Handle Change" | 3:18    |  |
| 2.             | "Duck Or Ape"           | 1:38    |  |
| 3.             | "Heart For Brains"      | 2:49    |  |
| 4.             | "Baby Bride Rag"        | 0:55    |  |
| 5.             | "Christmas Kids"        | 2:15    |  |
| 6.             | "Just a Fan"            | 3:55    |  |
| Duração total: | Duração total:          | 14:53   |  |